# 宋瑞珂
宋瑞珂（1908年—1995年），字榮光，別號鳴玉，山東青島嶗山彭家莊人，国民革命军第六十六军中将军长。

## 生平
生于青岛崂山石匠家庭。1924年12月经原李村小學校體育教師、黃埔軍校第二期李鬱文写信介绍，南下广州考入黄埔军校第三期。
1935年4月被授为陆军步兵上校。1945年2月授陸軍少將。
1947年7月鲁西南战役在羊山集兵败被俘。
1960年11月28日被最高人民法院第二批特赦釋放。1978年起任上海市政协第五、六、七屆委員，上海市政協祖國統一委員會委員。1983年任民革中央監察委員。

## 著作
- 《陳誠軍事集團的興起與沒落》
- 《蔣軍第十一師被擊潰經過》
- 《圍攻宣化店中原戰區的經過》
- 《鲁西南羊山集战役蒋军被奸记》
- 《对中央苏区第四次围攻纪略》
- 《对<蒋介石背叛革命下台又上台>一文的订正》
- 《对<文史资料选辑>第45辑几篇稿件的订正和补充》
- 《记枣宜会战》
- 关于《对<我所知道的陈诚>的质疑》的订正
- 《对<蒋介石的铁卫队——教导总队>的订正》

## 外部連結
- 民國近代史 宋瑞珂